# Пауль Куммер

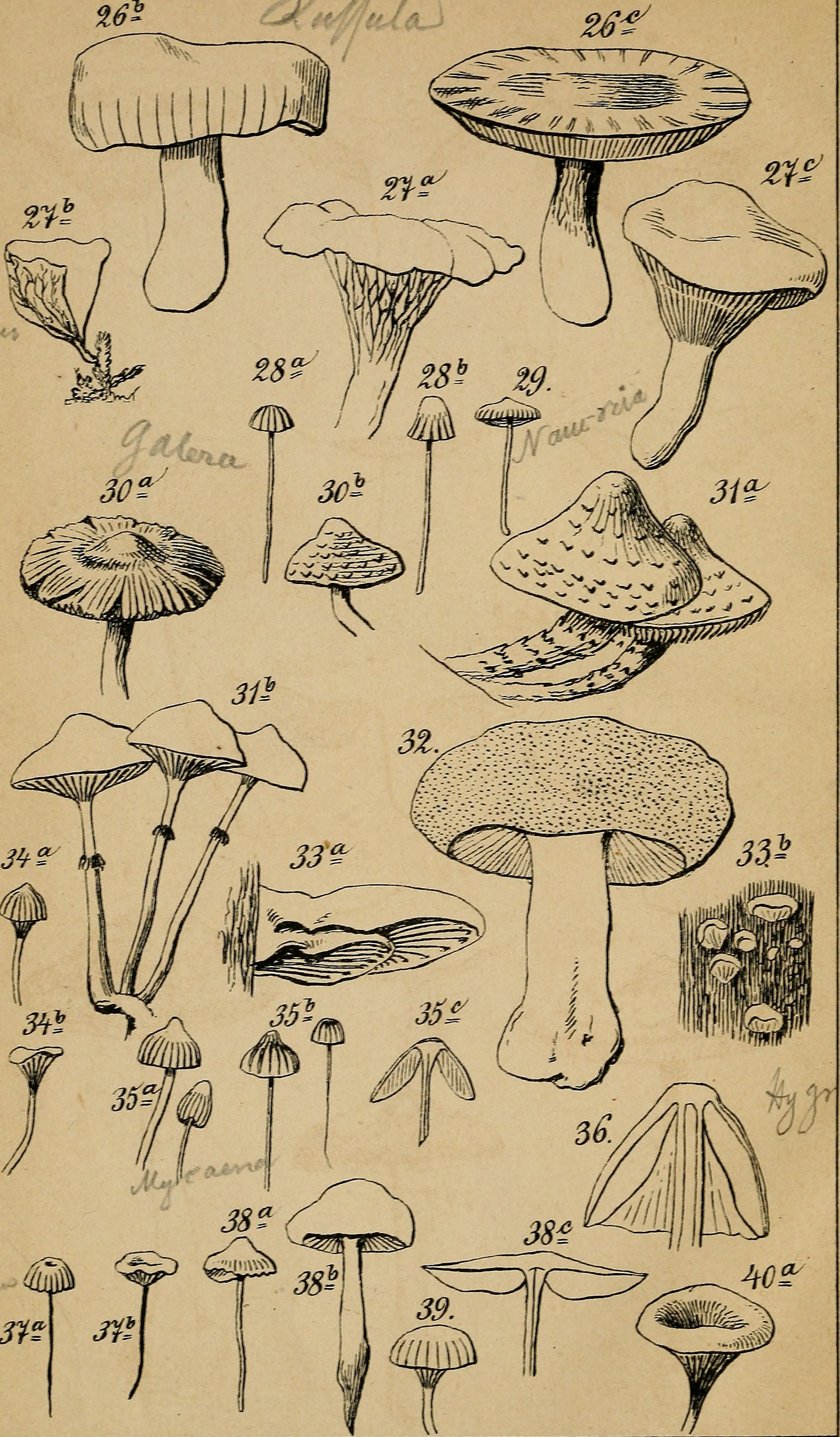
Ілюстрація з Der Führer in die Pilzkunde

Пауль Куммер нім. Paul Kummer — міністр та науковець, відомий переважно через внесок у класифікацію грибів.

## Науковий доробок
У своїй роботі нім. Der Führer in die Pilzkunde (1871) розділив гриби на триби.